# Panáček vstaváček

Schéma vstaváčka: ve skloněné poloze se těžiště dostane na úroveň oranžové čáry, zatímco vzpřímená figurka jej má na úrovni zelené čáry. Proto se vstaváček sám narovná.

Panáček vstaváček nebo jen vstaváček, někdy nazývaný i rusky Vaňka vstaňka, je dětská hračka (vyráběná obvykle v podobě figurky), která se z jakékoli polohy sama postaví, protože její těžiště je v nejnižší poloze právě když stojí. Mívá oblou, širokou základnu se zátěží připevněnou zevnitř blízko nejnižšího bodu. Pokud uživatel vstaváčka na rovném podkladě položí a pustí, figurka se nějakou dobu kývá a po spotřebování kinetické energie třením se ustálí ve vzpřímené poloze, kde je její gravitační energie nejmenší.